# جي. آرثر مور
جي. آرثر مور هو سياسي كندي، ولد في 17 أكتوبر 1891، وتوفي في 20 ديسمبر 1979. انتخب عضو الجمعية التشريعية لنيو برونزويك ‏ وانتخب Speaker of the Legislative Assembly of New Brunswick ‏ (1955 – 1960).